# Mantidactylus curtus
Mantidactylus curtus es una especie de anfibios de la familia Mantellidae.
Es endémica de Madagascar.
Su hábitat natural incluye bosques bajos y secos, montanos tropicales o subtropicales secos, zonas de arbustos a gran altitud, praderas tropicales o subtropicales a gran altitud, ríos, ríos intermitentes, tierra arable, tierras de pastos, jardines rurales y zonas previamente boscosas ahora muy degradadas.